# Siglo XXII a. C.
El siglo XXII antes de Cristo empezó el 1 de enero de 2200 a. C. y terminó el 31 de diciembre de 2101 a. C.

## Acontecimientos
- 2200 a. C.: 
  - Aparece la cultura del vaso campaniforme.
  - Aparecen los minoicos.
  - El suceso del kiloaño 4,2, un episodio de cambio climático severo, con inundaciones y sequías afectando a distintas zonas, que dura todo el siglo.
  - En China, el emperador Yu crea diques en los ríos.
  - En México se desarrollan pueblos agrícolas.
  - En Perú se construye Chankillo, el primer observatorio solar de América.
  - En Perú se desarrolla la civilización Caral fue una las más antiguas de la América precolombina
  - Entre Mari y Ur surge Urkesh.
  - La estela del rey acadio Naram-Sim es una talla en piedra arenisca que representa al rey rematando al último de sus enemigos en lo alto de una montaña.[1]
- 2150 a. C.: en Irak comienza el renacimiento sumerio.
- 2150 a. C. (±100 años): cerca de Al Karak (Jordania), a pocos kilómetros al este del mar Muerto, sucede un terremoto de grado 7,3 en la escala sismológica de Richter.
- 2218-2000 a. C.: Entre estas fechas se considera que vivió Abraham.[1]
- 2140-2040 a. C.: Primer Periodo Intermedio en Egipto. Es una época confusa que conllevó a la división del reino en varias dinastías rivales.[1]
- 2120 a. C.: 
  - Los gutis son expulsados definitivamente de Mesopotamia por una coalición de ciudades sumerias, liderada por Utu-hegal, rey de la quinta dinastía de Uruk.
  - Se esculpen las estatuillas de Gudea, fundador de la III Dinastía de Ur, que gobernó aproximadamente quince años, durante un periodo de prosperidad.[1]
- 2112 a. C.: Ur-Nammu funda el imperio de Ur III.
- 2110 a. C.: Ur-Nammu acaba con la dinastía de Lagash, y derrota a Nammakhani en 2110 a. C., casi al tiempo que a Utukhengal.
- 2200 a. C: se desarrolla la Edad del Bronce.

## Personajes relevantes
- Gudea (2144-2124 a. C.) Patesi de Lagash.
- Utu-hegal (2120-2112 a. C.), líder de la coalición de ciudades sumerias y rey de Uruk bajo el título de «rey de las cuatro regiones del mundo».
- Ur-Nammu, general o hermano de Utu-hegal, a quien sucedió o destronó en el año 2112 a. C., proclamándose rey de Sumeria y Akkad, acabando definitivamente con el predominio de Uruk en Sumeria y con la quinta dinastía de Uruk (la cual fue la última dinastía de esta ciudad), estableciendo el centro de los poderes en Ur, dando comienzo al predominio de esta ciudad en la región, y fundando la Tercera Dinastía de Ur, que conquistó Lagash y acabó también con la Segunda Dinastía de Lagash (la cual también fue la última dinastía de esta ciudad) así como con su hegemonía.